# Жбики-Кежкі
Жбики-Кежкі (пол. Żbiki-Kierzki) — село в Польщі, у гміні Красне Пшасниського повіту Мазовецького воєводства.
Населення — 61 особа (2011).
У 1975-1998 роках село належало до Цехановського воєводства.

## Демографія
Демографічна структура станом на 31 березня 2011 року:
|          | Загалом | Допрацездатний вік | Працездатний вік | Постпрацездатний вік |
| -------- | ------- | ------------------ | ---------------- | -------------------- |
| Чоловіки | 31      | 6                  | 23               | 2                    |
| Жінки    | 30      | 7                  | 15               | 8                    |
| Разом    | 61      | 13                 | 38               | 10                   |